# Direction départementale des Territoires
Pour les articles homonymes, voir DDT.
La direction départementale des Territoires (DDT) est un service déconcentré de l'État français créé au 1er janvier 2010, prenant la forme d'une direction départementale interministérielle (DDI), et officiant auprès du préfet de département dans les domaines des politiques d'aménagement des territoires et de leur développement durable.
Dans les départements côtiers, le service prend le nom de direction départementale des Territoires et de la Mer (DDTM). Il s'agit des départements : Alpes-Maritimes, Aude, Bouches-du-Rhône, Calvados, Charente-Maritime, Côtes-d'Armor, Eure, Finistère, Corse-du-Sud, Haute-Corse, Gard, Gironde, Hérault, Ille-et-Vilaine, Landes, Loire-Atlantique, Manche, Morbihan, Nord, Pas-de-Calais, Pyrénées-Atlantiques, Pyrénées-Orientales, Seine-Maritime, Somme, Vendée et Var.

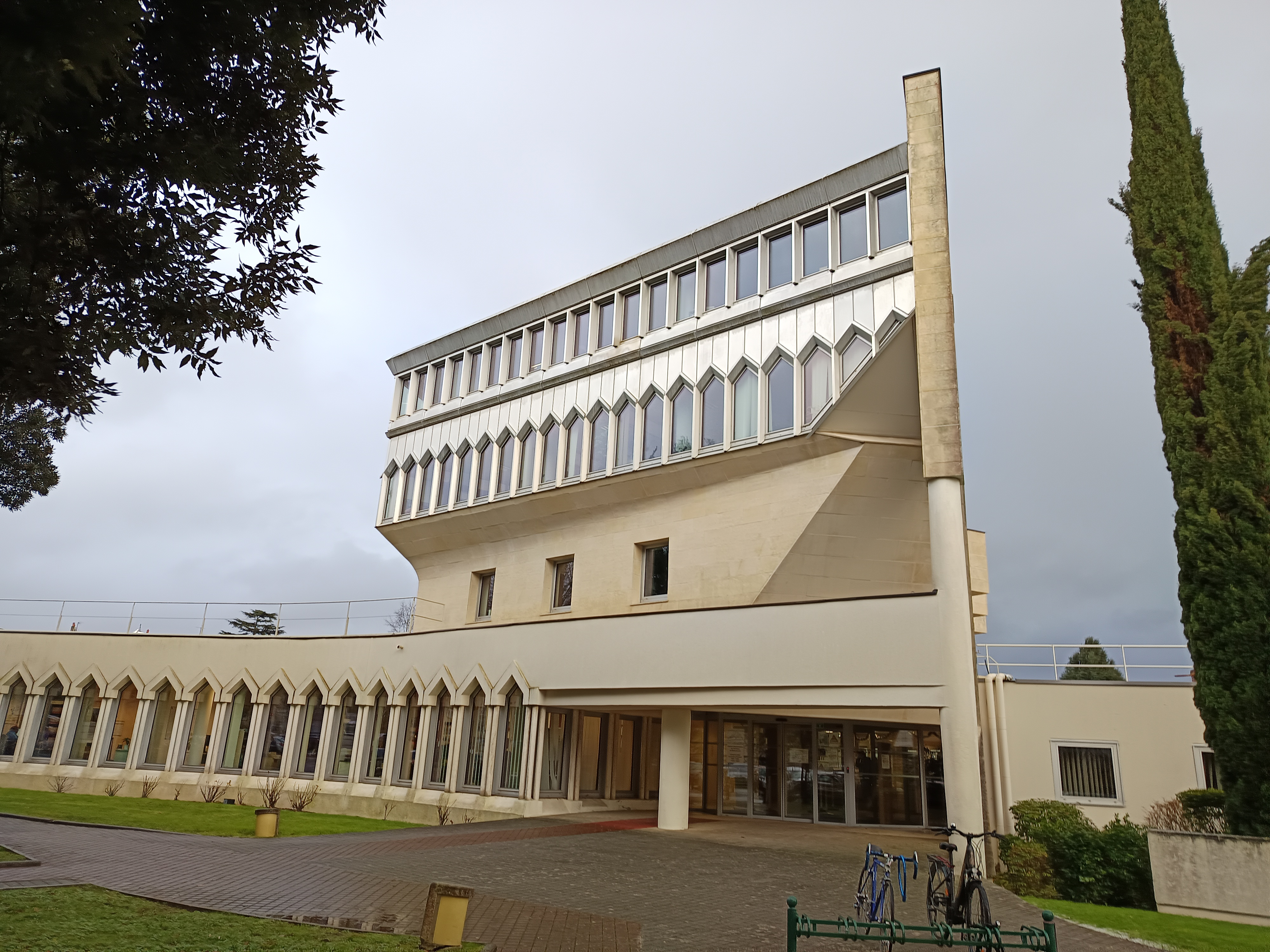
DDT de Maine-et-Loire, Angers.
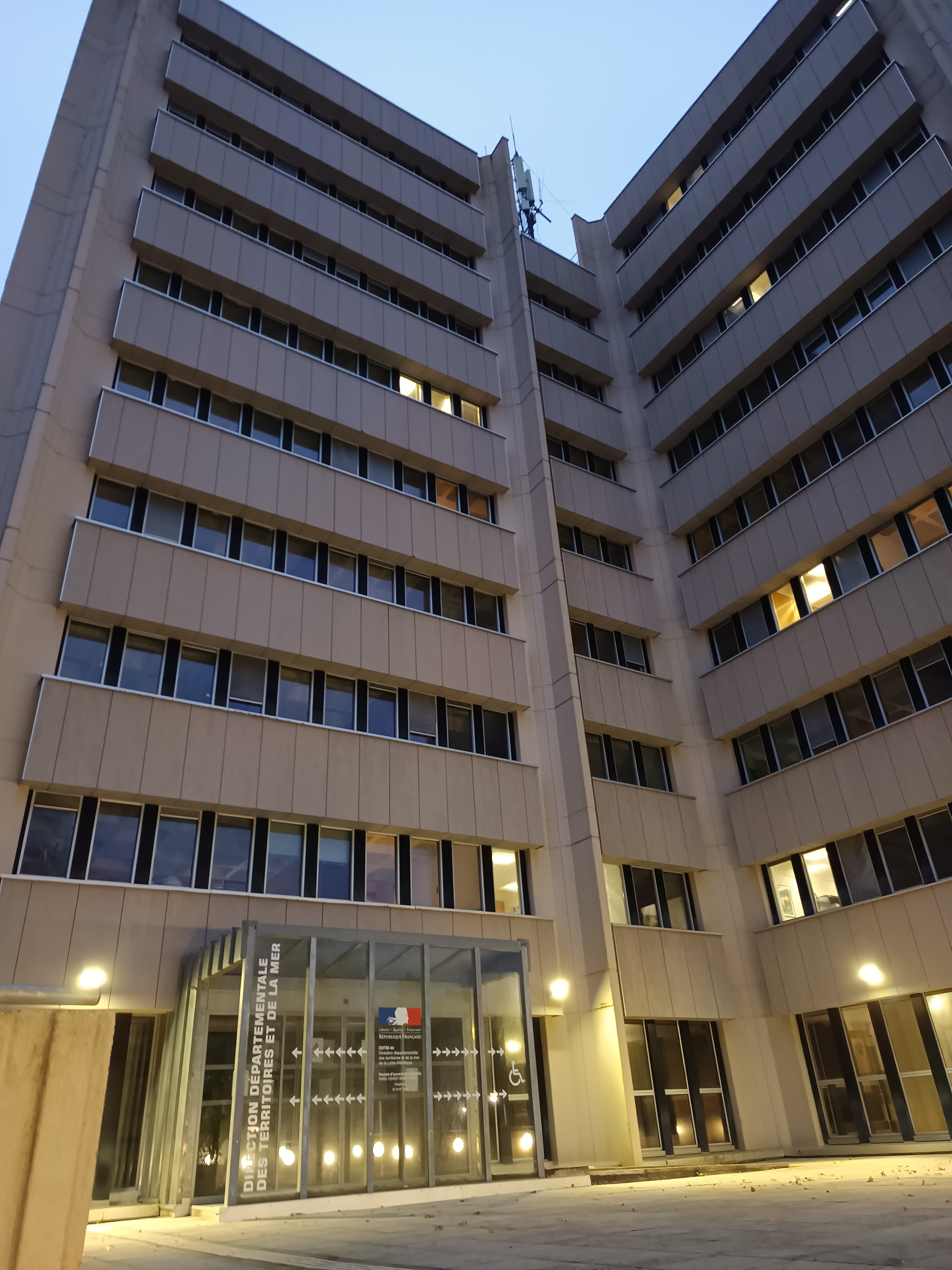
Tour Carcouët, à Nantes, siège de la DDTM de Loire-Atlantique.
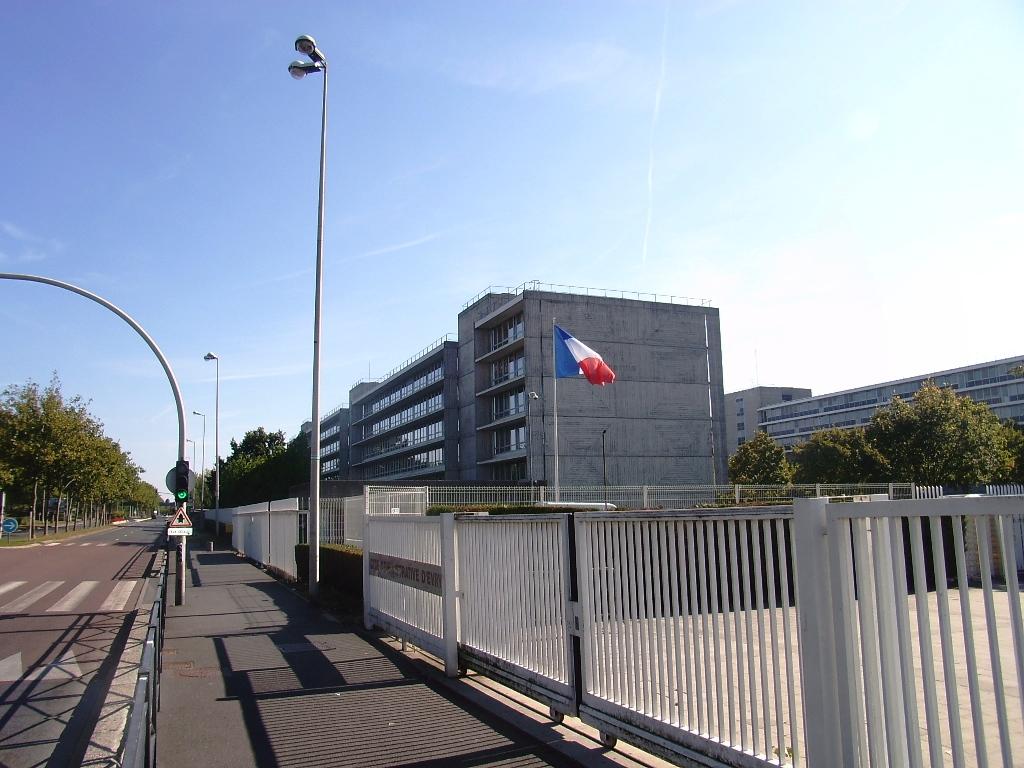
DDT de l'Essonne, Evry.
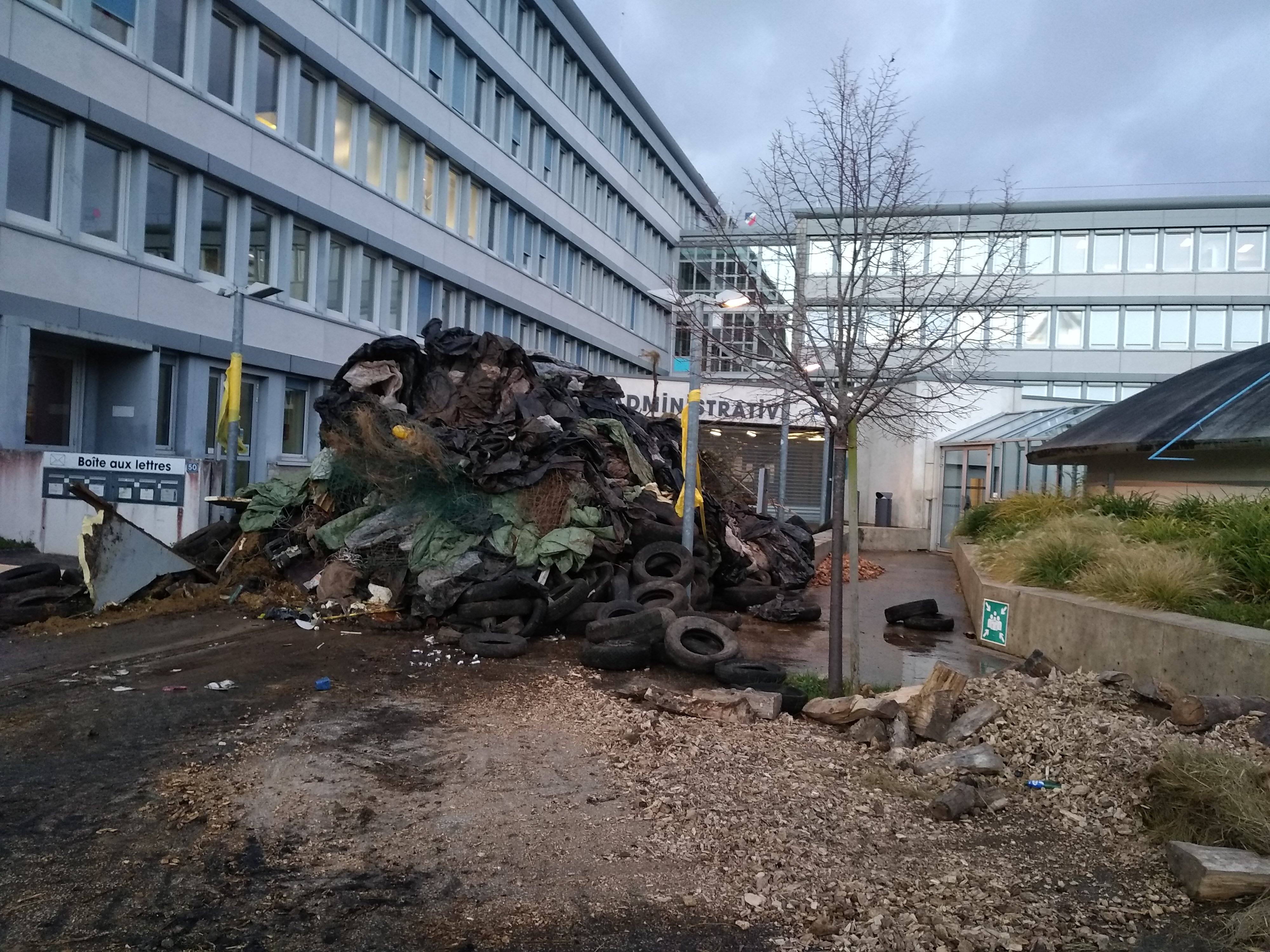
Cité administrative de l'Orne, à Alençon, après une manifestation d'agriculteurs visant la DDT, fin 2024.
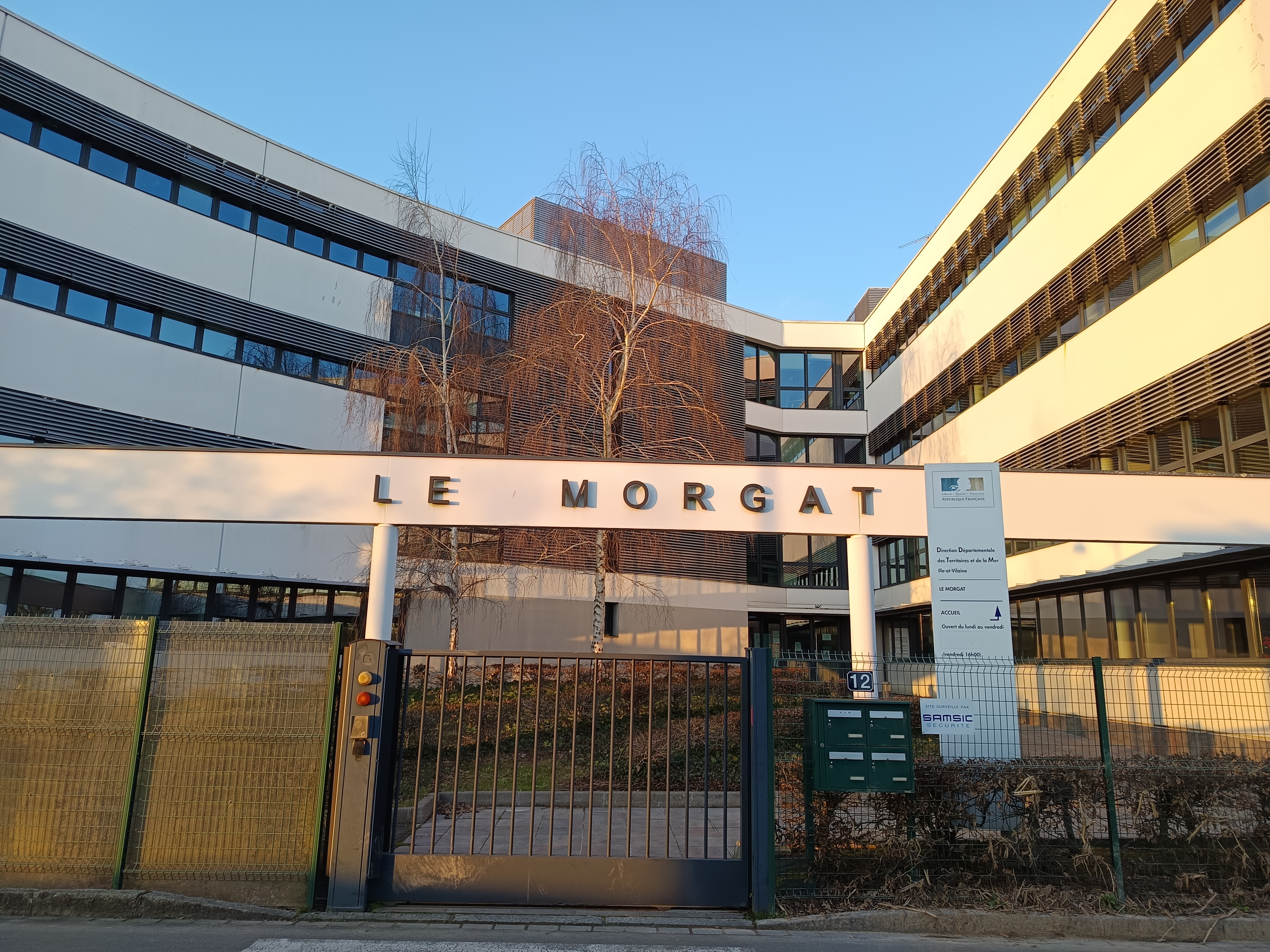
DDTM d'Ille-et-Vilaine, à Rennes, quartier de Villejean.
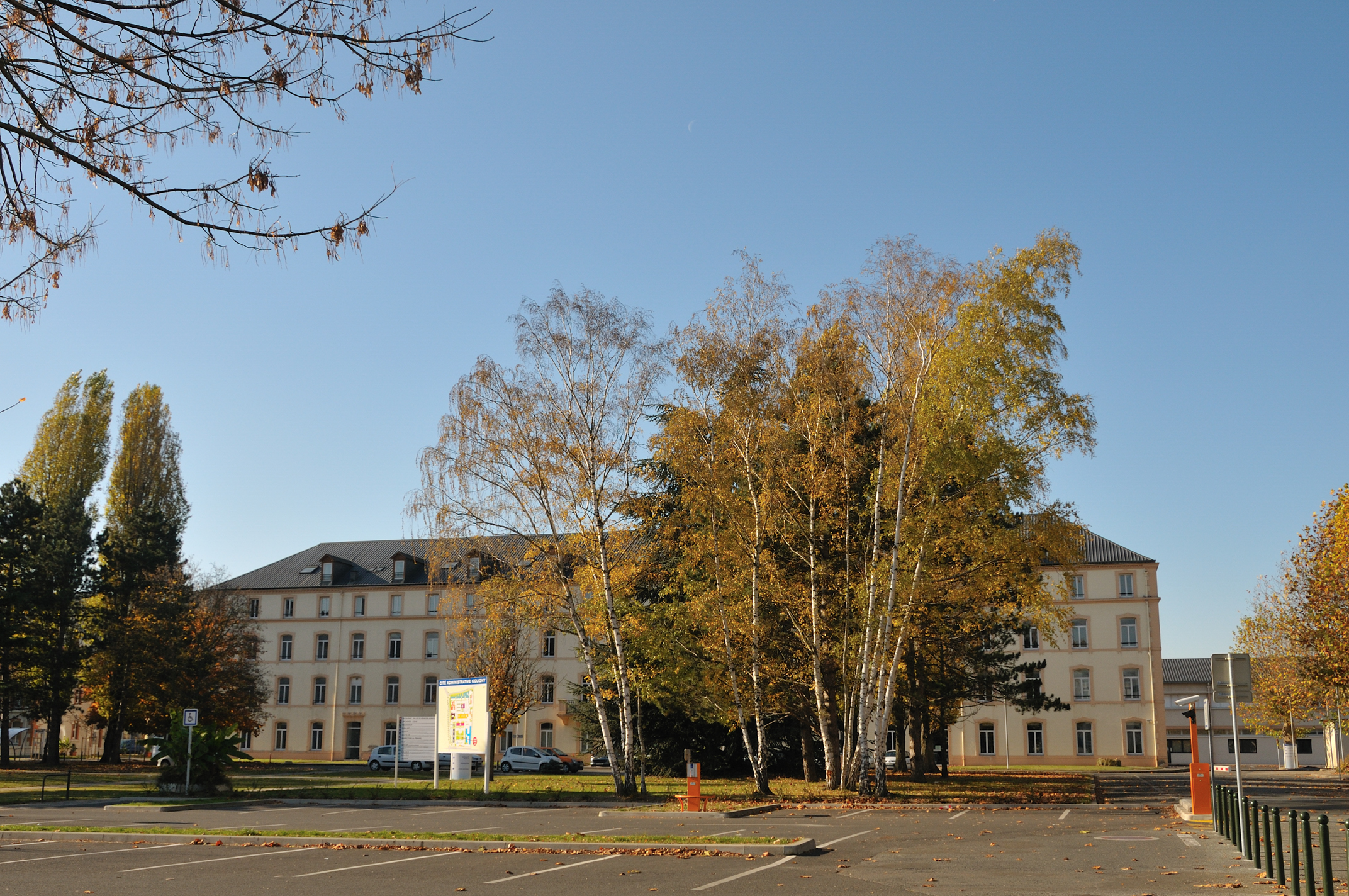
DDT du Loiret, au sein de la cité administrative Coligny, à Orléans.
DDT de Corrèze, du 9e au 14e étage de la tour Jean Montalat, à Tulle.

## Historique
Depuis le 1er janvier 2010, dans le cadre de la révision générale des politiques publiques (RGPP), les DDT ont remplacé diverses directions préexistantes, notamment :
- les directions départementales de l'équipement (DDE) ;
- les directions départementales de l’agriculture et de la forêt (DDAF) ;
- les directions départementales des affaires maritimes (DDAM), pour les départements littoraux.

Cette politique de fusion a d'abord été expérimentée au 1er janvier 2007 dans huit départements-test : Ariège, Aube, Cher, Loir-et-Cher, Lot, Yvelines, Territoire de Belfort et Val-d'Oise. Dès le 1er janvier 2009, dans 47 départements de métropole, les DDE et les DDAF ont ensuite fusionné en directions départementales de l'Équipement et de l'Agriculture (DDEA), lesquelles se sont alors regroupées avec le service chargé du contrôle de légalité (en matière d’environnement) des préfectures pour donner naissance aux DDT.

## Missions

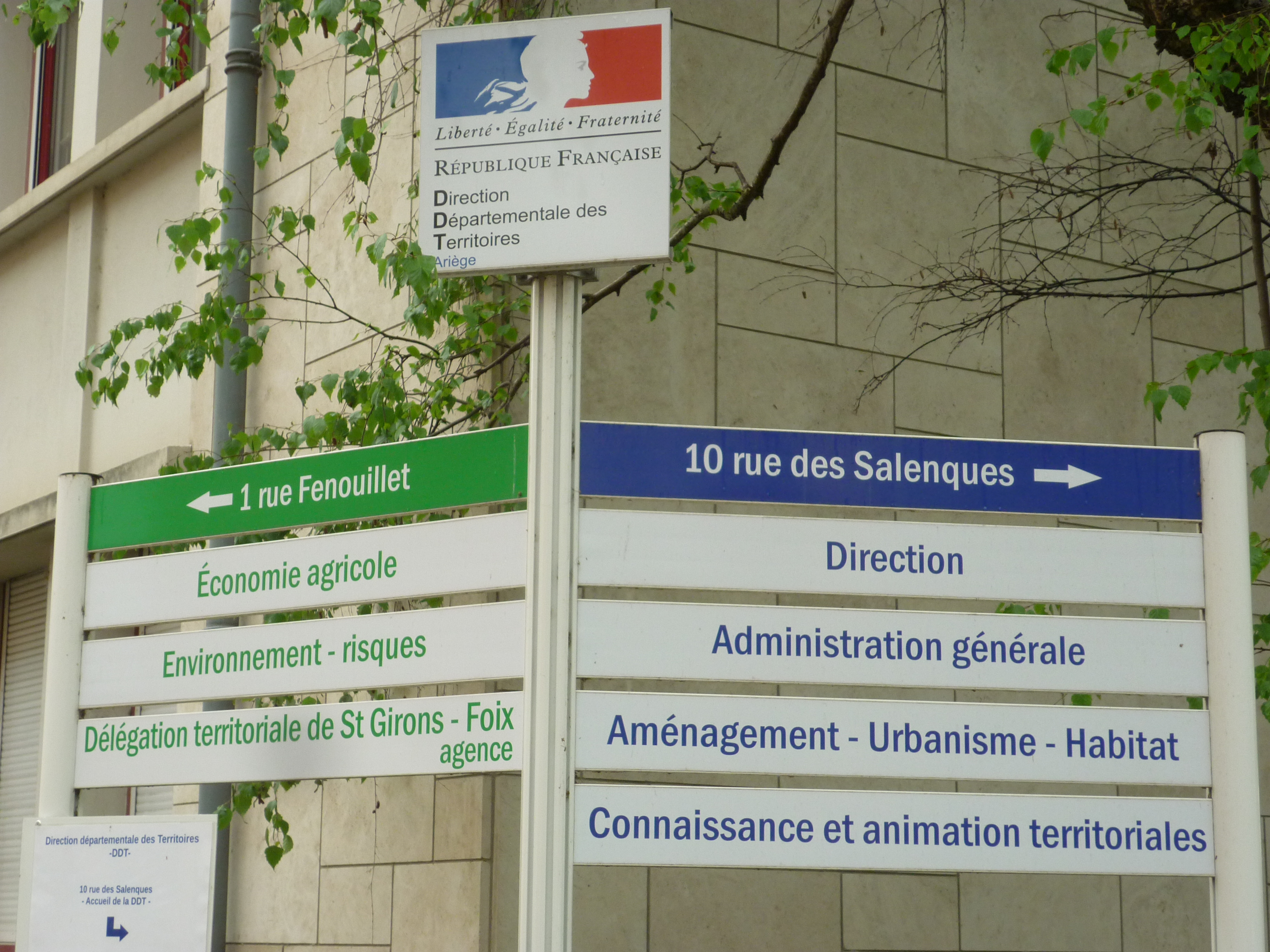
Une direction départementale des Territoires avec ses services, Ariège

Les DDT veillent au développement équilibré et durable des territoires, tant urbains que ruraux, par le biais des politiques agricole, d'urbanisme, de construction, d'aménagement et de transport. Les principales missions des DDT recouvrent les domaines suivants :
- Aménagement et urbanisme : avec des enjeux importants de préservation des terres agricoles, de limitation de l’étalement urbain et de croissance responsable ; planification ou suivi des grands projets (LGV, ZAC) ; instruction des autorisations de construire et d'aménager relevant de la compétence de l’État ;
- Logement, habitat et construction : avec la gestion et le contrôle des aides publiques pour la construction de logements sociaux ainsi que la rénovation urbaine des quartiers sensibles, la lutte contre l’habitat indigne et la précarité énergétique ;
- Agriculture et forêt : avec la promotion de leurs fonctions économiques, sociales et environnementales, le conseil aux agriculteurs pour l'instruction de la politique agricole commune (PAC) ;
- Politiques en faveur de la préservation de l’environnement, notamment :
  - Protection et gestion durable des eaux, des espaces naturels, forestiers et de leurs ressources : police de l’eau et des milieux aquatiques, sécurisation de la ressource en eau, biodiversité, évaluation des incidences dans les zones « Natura 2000 » ;
  - Protection et gestion de la faune et de la flore sauvages : notamment préservation des habitats et espèces menacées ;
  - Gestion des déchets et des nuisances (notamment nuisances sonores des infrastructures de transport) ;
- Prévention des risques naturels et technologiques : avec l'élaboration et la mise en œuvre des plans de prévention des risques naturels ou technologiques ;
- Politique d'éducation et de sécurité routière : notamment déploiement des radars automatiques et de la réglementation relative aux routes dites à grande circulation, organisation et tenue des examens du permis de conduire.